# هقارة
هقارة أو هگارة هم من الملثمين الطوارق، وبطن من بطون قبيلة هوارة الأمازيغية الذي يرجع نسبها إلى أوريغة، وفي الأصل كلمة هقارة ما هي إلا تحوير لكلمة هوارة حيث قلبت الواو كافا أعجمية، كما أنه في لهجة الطوارق يعرف "أهوار" وهو أب هوارة بإسم "أهگار"، وإلى هقارة نسبت جبال هقار بالجزائر. والهگارة اليوم، هم طوارق إموشاغ، أهل جبال الهقار وجبال الطّاسيلي (أَهَگّار وتاسيلي)، المنتشرون في الجزائر والنيجر وليبيا، ويطلق عليهم بالأمازيغية اسم "توارگ"، وهم النوميديون الجنوبيون على عهد الرومان، ويُسمون أنفسهم "إموهاغ" وهي نفسها لفظة "إمازيغ"، ويُسمّون لغتهم "تاماهاقت"، وهي نفسها لفظة "تامازيغت". ومفرد كلمة إِموهاغ هو أمَهَّاغ "أَمازيغ".

## التاريخ
ذكرهم ابن خلدون ضمن قبيلة هوارة الأمازيغية، حيث قال:
«وكانت مواطن الجمهور من هوارة هؤلاء، ومن دخل في نسبهم من إخوانهم البرانس والصمغر لأوّل الفتح بنواحي طرابلس وما يليها من برقة كما ذكره المسعودي والبكري. وكانوا ظواعن وآهلين، ومنهم من قطع الرمل إلى بلاد القفر وجاوزوا لمطة من قبائل الملثّمين فيما يلي بلاد كوكو من السودان تجاه إفريقية، ويعرفون بنسبهم هكّارة، قلبت العجمة واوه كافا أعجمية تخرج بين الكاف العربية والقاف.»
كما عرّفهم عبد الوهاب بنمنصور في كتابه «قبائل المغرب»، بقوله:
«هكارة سكان المنطقة الوسطى والشرقية من صحراء المغرب، وبهم تعرف المنطقة كلها هكار، وأصل هكارة هوارة قلبت العجمة واواً أعجمياً يخرج بين الكاف العربي والقاف.»

ومن المرجح أن قبائل هگارة من الملثمين الطوارق القاطنين الأجزاء الشمالية من بلاد السودان الأوسط هم قبيلة هوارة القاطنة في ضواحي طرابلس؛ ويذهب ابن خلدون إلى أن هوارة الملثمين ينحدرون من بطن مسراتة منهم، حيث قال: 
«وإلى العدوة الجنوبية من هذا العرق مجالات أهل اللثام من صنهاجة، وهم شعوب كثيرة ما بين گزولة ولمتونة ومسراتة ووتريگة وأَزگار»

كما انفرد الرحالة المغربي ابن بطوطة اللواتي بذكر بلاد الهكار أثناء زيارته لها، ويقول عنها:
«وصلنا بلاد هكار، وهم طائفة من البربر ملثمون. وكان وصلونا إلى بلادهم في شهر رمضان...وسرنا في بلاد هكار شهرا وهي قليلة النبات، كثيرة الحجارة، طريقها صعبة».
وينسب إلى هقارة جبال الهقار بالمغرب الأوسط، وقد وصلته هكارة في تاريخ غير معروف بالضبط، واستقرت بجوار لمطة من الملثمين، ويمكن أن يكون لوصولها إلى هذا الإقليم علاقة بالهزيمة التي منيت بها هوارة أوراس على يد الأمير الفاطمي المعز سنة 342 هـ وتشتتها إثر هذه الثورة بدليل وجود ثنية بغرب الأوراس يطلق عليها ثنية هكار.

## أنظر أيضا
- زكارة
- زغاوة
- هوارة
- أوريغة